# Distrikt Santa María del Mar
Der Distrikt Santa María del Mar ist einer der 43 Stadtbezirke der Region Lima Metropolitana in Peru. Er besitzt eine Fläche von 9,81 km². Beim Zensus 2017 wurden 999 Einwohner gezählt. Er ist damit – gemessen an der Bevölkerungszahl – der mit Abstand kleinste unter den 50 Distrikten der Metropolitanregion. Im Jahr 1993 lag die Einwohnerzahl bei 181, im Jahr 2007 bei 161. Verwaltungssitz ist Santa María del Mar. Der Distrikt Santa María del Mar wurde am 16. Januar 1962 aus dem Distrikt San Bartolo herausgelöst.

## Geographische Lage
Der Distrikt Santa María del Mar liegt im Süden der Provinz Lima. Er besitzt eine knapp 5 km lange Küstenlinie und grenzt im Norden an den Distrikt San Bartolo, im Osten an den Distrikt Chilca (Provinz Cañete) sowie im Süden an den Distrikt Pucusana.